# El Guarco (tổng)
El Guarco là một tổng trong tỉnh Cartago, Costa Rica. Tổng này có diện tích 167,69 km², dân số năm 2008 là 39223 người..